# Musée archéologique de Javols
Le musée archéologique de Javols est un musée présentant les résultats des fouilles archéologiques menées dans le village de Javols, sur la commune française de Peyre-en-Aubrac en Lozère. Le musée est ouvert toute l'année sur rendez-vous pour les groupes et au grand public pour les vacances de printemps et de juin à septembre.

## Historique et localisation
Javols est connue à l'époque gallo-romaine sous le nom d'Anderitum (près du gué ou le grand gué). Elle est la capitale du Gévaudan antique, chef-lieu du pays des Gabales. La ville est créée à l'époque romaine peu de temps après la conquête. La ville a été aménagée à l'image de Rome, dotée de bâtiments publics (forum, basilique/curie, temple, thermes…) et selon un plan orthonormé dans la partie basse du vallon. Les fouilles ont débuté en 1828, après la découverte d'une borne milliaire localisant l'emplacement de la capitale. En août 1998, le musée de site ouvre ses portes sur deux niveaux et présente quelque 400 objets et les résultats les plus récents des recherches qui y sont menées depuis presque 200 ans.

## Présentation

### Le musée
Il comporte deux niveaux. Les objets sont abordés sous l'angle archéologique : quelles informations nous apportent-ils sur la vie quotidienne ? quelle est l'histoire du site ? L'un des objets majeurs est la borne milliaire découverte au XIXe siècle qui a permis de localiser Anderitum à Javols. En effet, jusqu'au XIXe siècle, le village d'Anterrieux dans le Cantal était évoqué comme capitale des Gabales. Mais cette borne retrouvée à Javols a confirmé la présence d'Anderitum à Javols. Le nom du village actuel provient de l'évolution de la fin de l'Antiquité qui a donné aux chefs-lieux de cité (civitas) le nom de la population qu'elle gouverne. Ainsi ad Gabalos (qui a évolué en Jabouls) indique que le chef-lieu est encore localisé dans le vallon du Triboulin à cette époque.
La pièce majeure de l'exposition se situe au deuxième étage : la sculpture d'un dieu forestier gallo-romain Silvain Sucellus. Protecteur des Gaulois au moment de la mort, il est également une sorte de saint patron des tonneliers. 
À l'étage a été reconstituée à une resserre grandeur nature, une dépendance de stockage d'une grande maison mise en évidence en contrebas de l'actuelle salle des fêtes de Javols. Une mosaïque noire et blanche en nid d'abeille complète la présentation de l'étage axée sur l'artisanat.

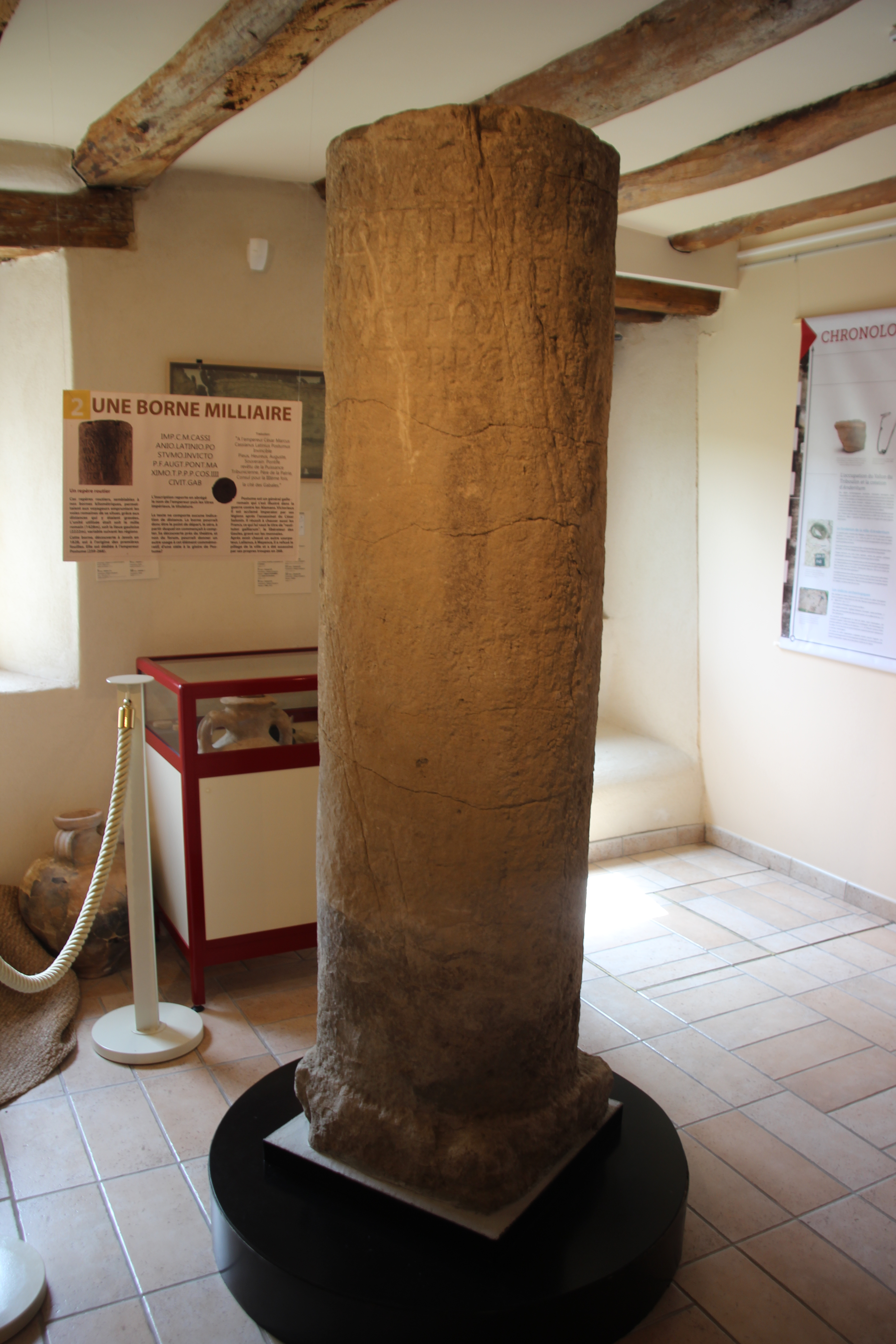
Borne milliaire de Javols
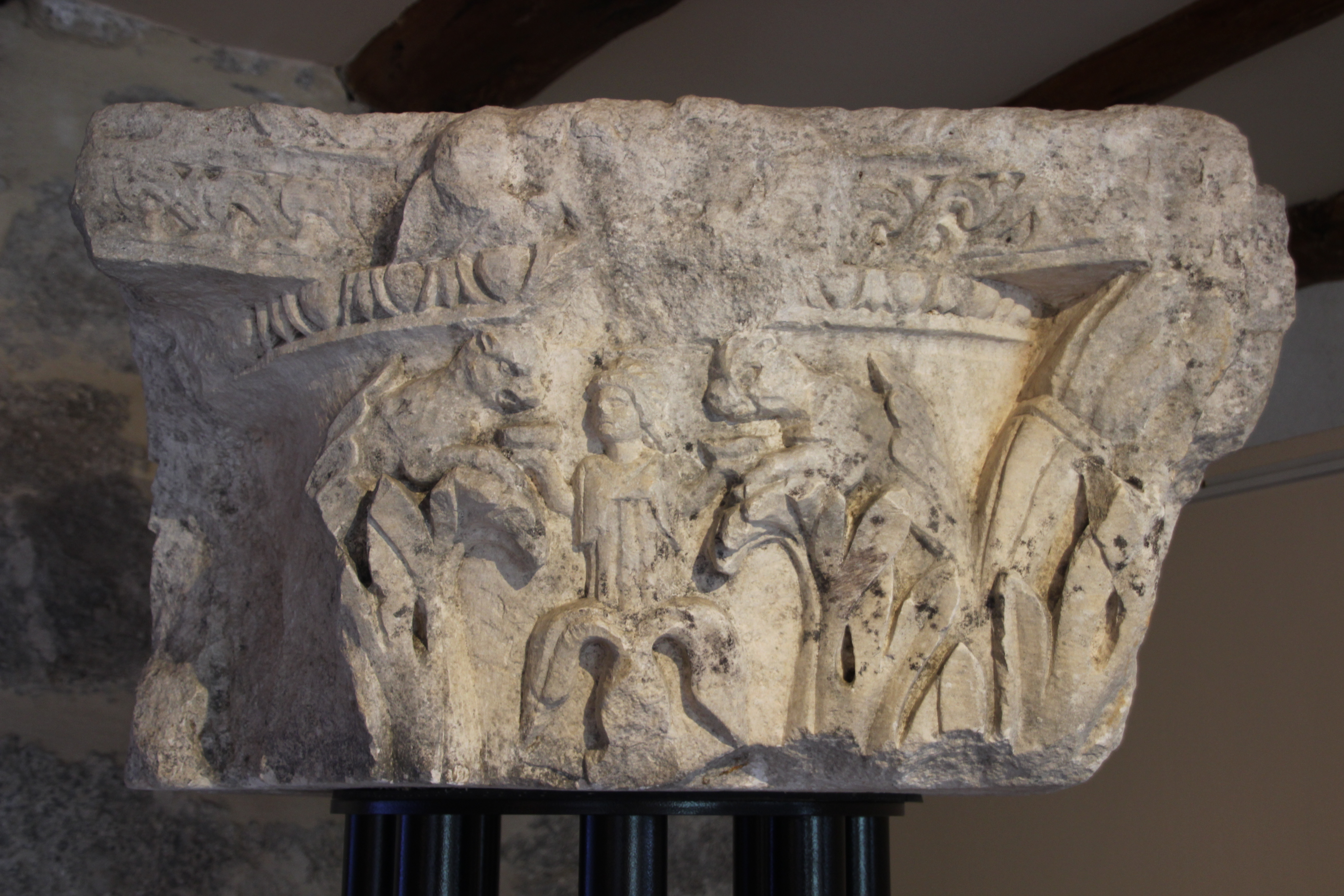
Chapiteau
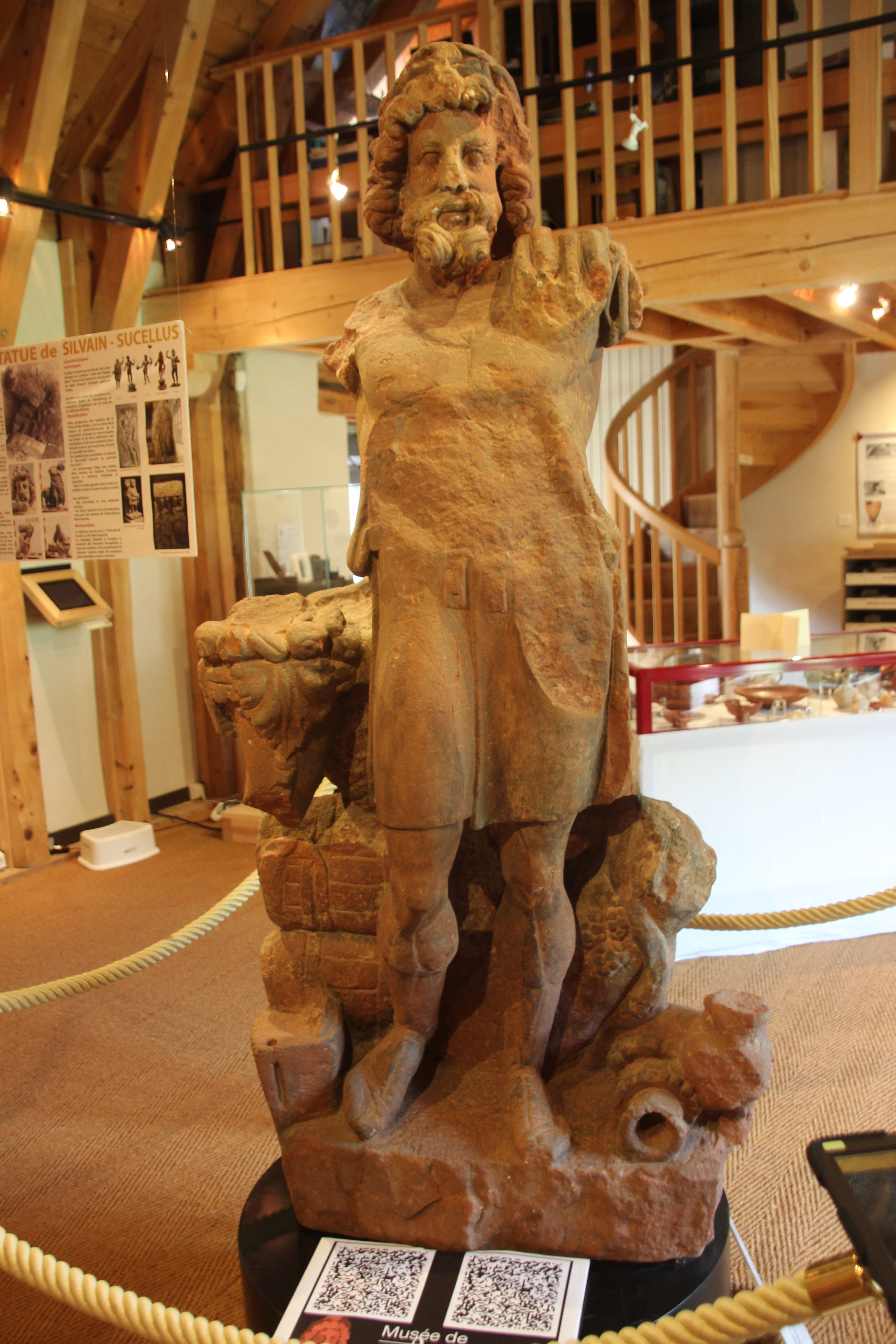
Statue de Silvain

### Visite extérieure
En complément du musée, un circuit a été mis en place pour parcourir une partie du site. En accès libre, dans le village même de Javols. La balade se fait au moyen de 18 plots qui localisent les principaux lieux de fouilles d'Anderitum : quartiers d'habitation, ancienne église, nécropoles, forum, thermes… Le temps de visite du circuit est estimé à une bonne heure environ. Depuis 2015, les 4 ha de parcelles publiques situées autour de l'église ont été aménagées en jardin et en balade. Les vestiges visibles d'un quartier d'habitation et la piscine des thermes prennent désormais place au sein d'une matérialisation végétale et minérale qui assure la conservation des indices de cette ville de 40 ha, protégés depuis 2000 ans, sous la terre.

## Sources bibliographiques
- Alain Ferdière, Emmanuel Marot et Alain Trintignac (dir.), « Une petite ville romaine de moyenne montagne, Javols/Anderitum, Lozère, chef-lieu de cité des Gabales : État des connaissances, 1996-2007 », Gallia, no 66,‎ 2009